# Restolho

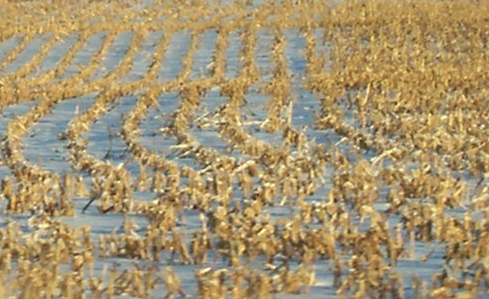
Restolho com alguma neve

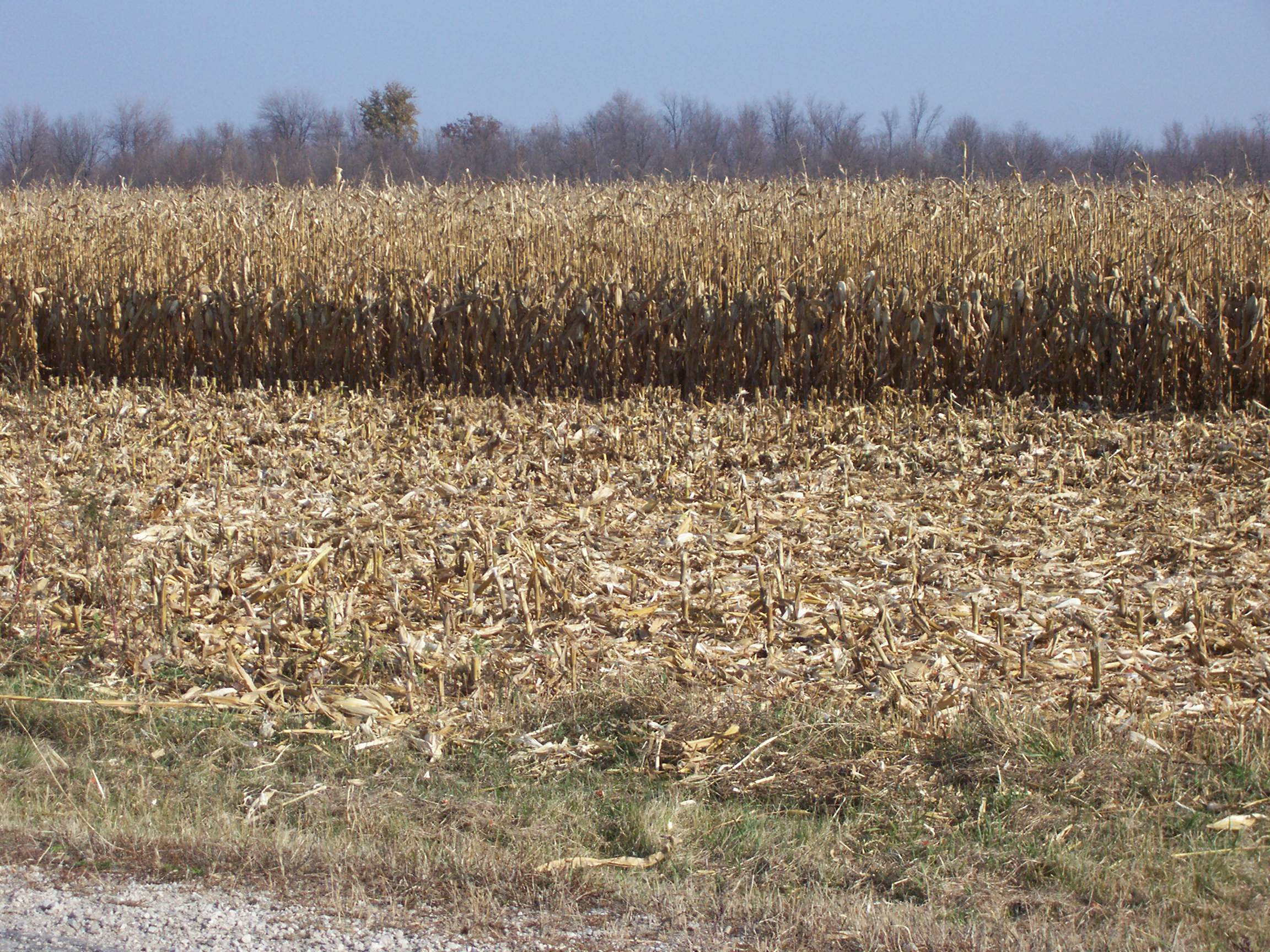
Restolho (primeiro plano) e milho não colhido (em fundo)

Restolho são as folhas e caules de cereais como o milho, sorgo e soja que são deixados nos campos após as colheitas. Podem ser diretamente fornecidos ao gado ou secos para  forragem animal. Sendo semelhante à palha, o resíduo deixado após a colheita de cereais tem ainda potencial económico. O restolho pode ainda ser um combustível e fonte de biomassa para fermentação e produção de etanol celulósico.
A presença de restolho sobre o terreno é como uma "armadilha" para a retenção de água, pois facilita a infiltração e reduz as perdas por evaporação ao manter mais fria e protegida a superfície do solo. Esta conceção é fulcral num correto sistema de cultivo de plantio direto.
Por vezes os agricultores queimam o restolho para eliminar as ervas daninhas infiltradas pelo meio das colheitas e para que as cinzas caiam ao solo, já que estas ao serem ácidas tornam o solo mais permeável. Porém, perde-se muita matéria orgânica e nos últimos anos diversos estudos recomendam o fim da queima de restolho tanto para evitar a erosão e desertificação como para evitar incêndios involuntários provocados pelo vento que leva as fibras incandescentes a lugares próximos de forma incontrolada.